# Slavonski derbi
Slavonski derbi je nogometni dvoboj između dvaju najvećih hrvatskih nogometnih klubova iz Slavonije, Osijeka i vinkovačke Cibalije. Utakmice su često pune pogodaka, a na tribinama se navijanjem nadmeću osječka Kohorta i vinkovački Ultrasi.

## Statistika
| natjecanje                            | utakmice                              | pobjede Osijeka                       | neriješeno                            | pobjede Cibalije                      | pogodci Osijeka                       | pogodci Cibalije                      |
| Prvenstvo Jugoslavije (1982. – 1987.) | Prvenstvo Jugoslavije (1982. – 1987.) | Prvenstvo Jugoslavije (1982. – 1987.) | Prvenstvo Jugoslavije (1982. – 1987.) | Prvenstvo Jugoslavije (1982. – 1987.) | Prvenstvo Jugoslavije (1982. – 1987.) | Prvenstvo Jugoslavije (1982. – 1987.) |
| ------------------------------------- | ------------------------------------- | ------------------------------------- | ------------------------------------- | ------------------------------------- | ------------------------------------- | ------------------------------------- |
| Prva Liga                             | 10                                    | 3                                     | 3                                     | 4                                     | 13                                    | 18                                    |
| Prvenstvo Hrvatske (1992. – 2013.)    |                                       |                                       |                                       |                                       |                                       |                                       |
| Prva HNL                              | 45                                    | 21                                    | 11                                    | 13                                    | 65                                    | 49                                    |
| Hrvatski kup                          | 10                                    | 3                                     | 2                                     | 5                                     | 14                                    | 12                                    |
| Hrvatska ukupno                       | 55                                    | 24                                    | 13                                    | 18                                    | 79                                    | 61                                    |
| ukupno                                | 65                                    | 27                                    | 16                                    | 22                                    | 92                                    | 79                                    |

Ažurirano 22. svibnja 2016.